# Senior TT

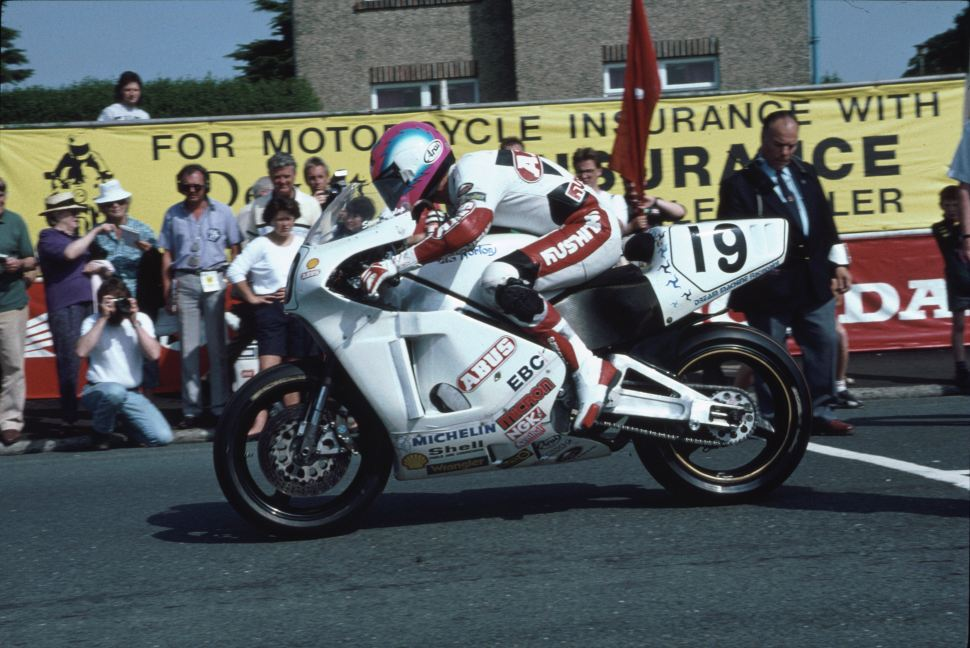
Steve Hislop alla partenza della Senior TT 1992

Il Senior TT è una categoria motociclistica che si svolge durante il Tourist Trophy, evento che si tiene ogni anno sull'Isola di Man. Dal 1949 al 1976 era parte del Campionato mondiale di motociclismo. La gara si svolge il venerdì ed è l'evento di chiusura della settimana di gare.

## Storia
Il Senior TT venne disputato per la prima volta durante l'edizione del 1911 del Tourist Trophy. Le moto ammesse alla competizione potevano essere sia dotate di motore monocilindrico dalla cilindrata massima di 500 cm³ che bicilindrico, in questo caso la cilindrata massima era di 585 cm³. La gara del 1911 fu vinta da Oliver C. Godfrey su Indian che percorse i 5 giri sui quali si articolava la competizione alla velocità media di 76,65 km/h (47,63 miglia orarie). La gara si svolse sull'allora nuovo tracciato dello Snaefell Mountain Course, il "circuito della Montagna" ancora oggi utilizzato. L'anno successivo vennero modificate le regole di partecipazione limitando la cilindrata delle moto ammesse a 500 cm³, limite che rimase in vigore fino al 1984.
Nel 2007 la cilindrata massima è stata portata a non oltre 1000 cm³. Nel tempo però ci sono state diverse variazioni. Nel biennio 1985-1986 erano ammesse moto di 1000 cm³. La cilindrata fu poi portata a 1300 cm³ nel 1987-1989. Tra il 1990 e il 1998 potevano partecipare a questa gara moto dotate di motori con cilindrata massima di 750 cm³.
Possono partecipare al Senior TT moto che siano in regola con le regole del campionato del mondo o del campionato britannico Superbike. Possono partecipare inoltre: motociclette dotate di motore a 3 o 4 cilindri quattro tempi con cilindrata compresa tra 750 e 1000 cm³, motociclette dotate di motore bicilindrico quattro tempi con cilindrata compresa tra 800 e 1000 cm³, motociclette della Supersport TT (senza limitazione di pneumatici), motociclette della Superstock TT (senza limitazione di pneumatici), altri mezzi ammessi a discrezione degli organizzatori.

## Fonti
- IOMTT.com 2006 race schedule (retrieved 29 October 2006)
- IOMTT.com 2006 Supersport Junior TT Race Statistics(retrieved 2nd December 2006)